# Lehliu Gară
Lehliu Gară város Călărași megyében, Munténiában, Romániában.

## Fekvése
A Bărăgan síkságon fekszik, Bukaresttől 64 km-re keletre, míg Călărași városától 55 km-re északnyugatra.

## Történelem
Első írásos említése 1853-ból való. 1968-tól 1981-ig Ialomița megye része volt. Városi rangot 1989-ben kapott.

## Népesség
A város népességének alakulása:
- 1992 - 6622 lakos
- 2002 - 6562 lakos

## Gazdaság
A településen található egy bioüzemanyagot előállító gyár, mely a portugál Martifer cég tulajdonában van.

## Külső hivatkozások
- A városról[halott link]